# 장만호
장만호(1970년 ~ , 전라북도 무주군)는 대한민국의 시인, 대학 교수이다. 고려대학교 국어국문학과와 동 대학원을 졸업하였으며, 2001년 세계일보 신춘문예에 시 〈水踰里에서〉가 당선되었다. 현재 경상대학교 국어국문학과 교수이다.
시집으로 무서운 속도(랜덤하우스, 2008)가 있으며, 2008년 김달진문학상 젊은시인상을 수상하였다.